# Алданский округ
Алданский округ — административная единица в составе Якутской АССР, существовавшая в 1925—1930 и 1939—1947 годах.

## Округ в 1925—1930 годах
Алданский округ Якутской АССР был образован 6 августа 1925 года. По данным на 1 января 1929 года центром округа был город Томмот. В состав округа входили Алданский улус, а также Приисковый, Тимптонский, Тунгиро-Олёкминский и Учурский районы. В 1930 году в связи с проведением районирования округ был упразднён.

## Округ в 1939—1947 годах
Округ, объединявший 4 района южной Якутии (Алданский, Тимптонский, Томмотский и Учурский), был образован 8 апреля 1939 года для улучшения управления в удаленном от центра промышленном (добыча золота) районе республики. По времени основания и ликвидации был последним округом СССР.
По данным переписи 1939 года в округе проживало 53,3 тыс. чел. В том числе русские — 80,2 %; эвенки — 4,5 %; якуты — 3,2 %; украинцы — 2,8 %; белорусы — 1,9 %; татары — 1,6 %; корейцы — 1,5 %; китайцы — 1,4 %.
11 июля 1947 года Алданский округ был упразднён.